# Torralba (Espanha)
Torralba é um município da Espanha na província de Cuenca, comunidade autónoma de Castilla-La Mancha, de área 51 km² com população de 169 habitantes (2007) e densidade populacional de 3,35 hab/km².

## Demografia
| Variação demográfica do município entre 1991 e 2004 | Variação demográfica do município entre 1991 e 2004 | Variação demográfica do município entre 1991 e 2004 | Variação demográfica do município entre 1991 e 2004 |
| --------------------------------------------------- | --------------------------------------------------- | --------------------------------------------------- | --------------------------------------------------- |
| 1991                                                | 1996                                                | 2001                                                | 2004                                                |
| 245                                                 | 202                                                 | 189                                                 | 186                                                 |